# Bantus somalis

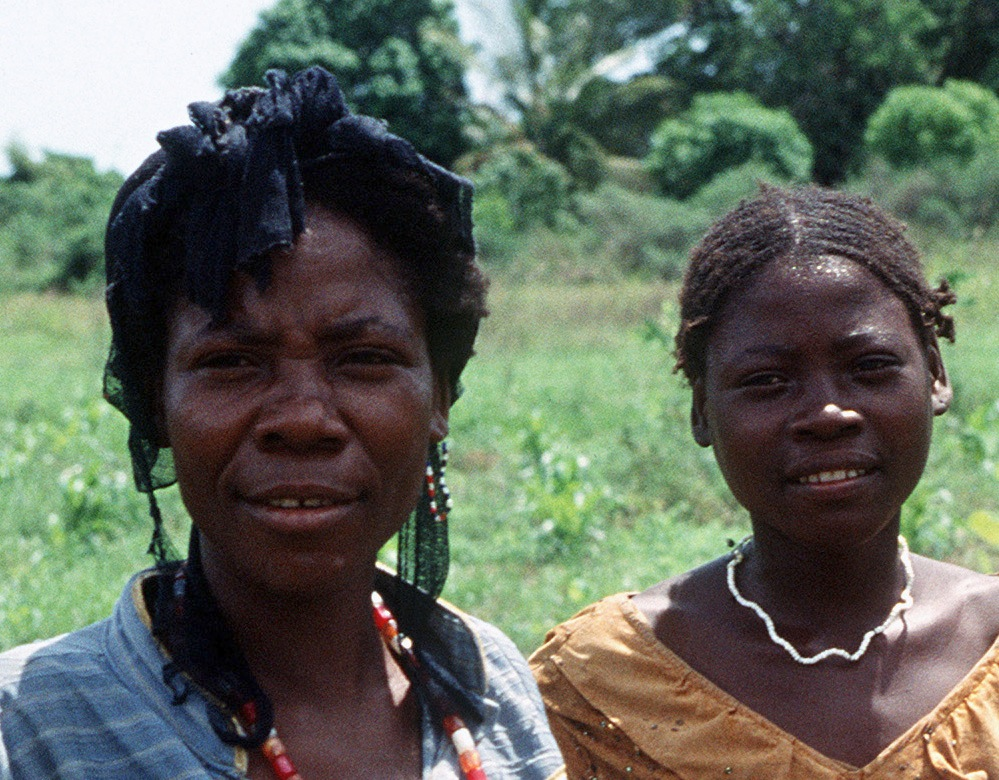
pagesos bantus prop de Kismaayo

Els bantus somalis (anomenats jareer o Gosha pels somalis) són un petit grup ètnic de Somàlia, on els somalis formen la immensa majoria de la població. Els bantus viuen principalment al sud, prop dels rius Juba i Shabele i són descendents de grups originats a territoris de les modernes Tanzània, Moçambic i Malawi portats a Somàlia com esclaus al segle xix. Són diferents als somalis i sempre han estat marginats
Altres membres de la societat swahili de la costa com els bravanesos o els bajuni de Kismaayo no són bantus tot i parlar el swahili, una llengua bantu.

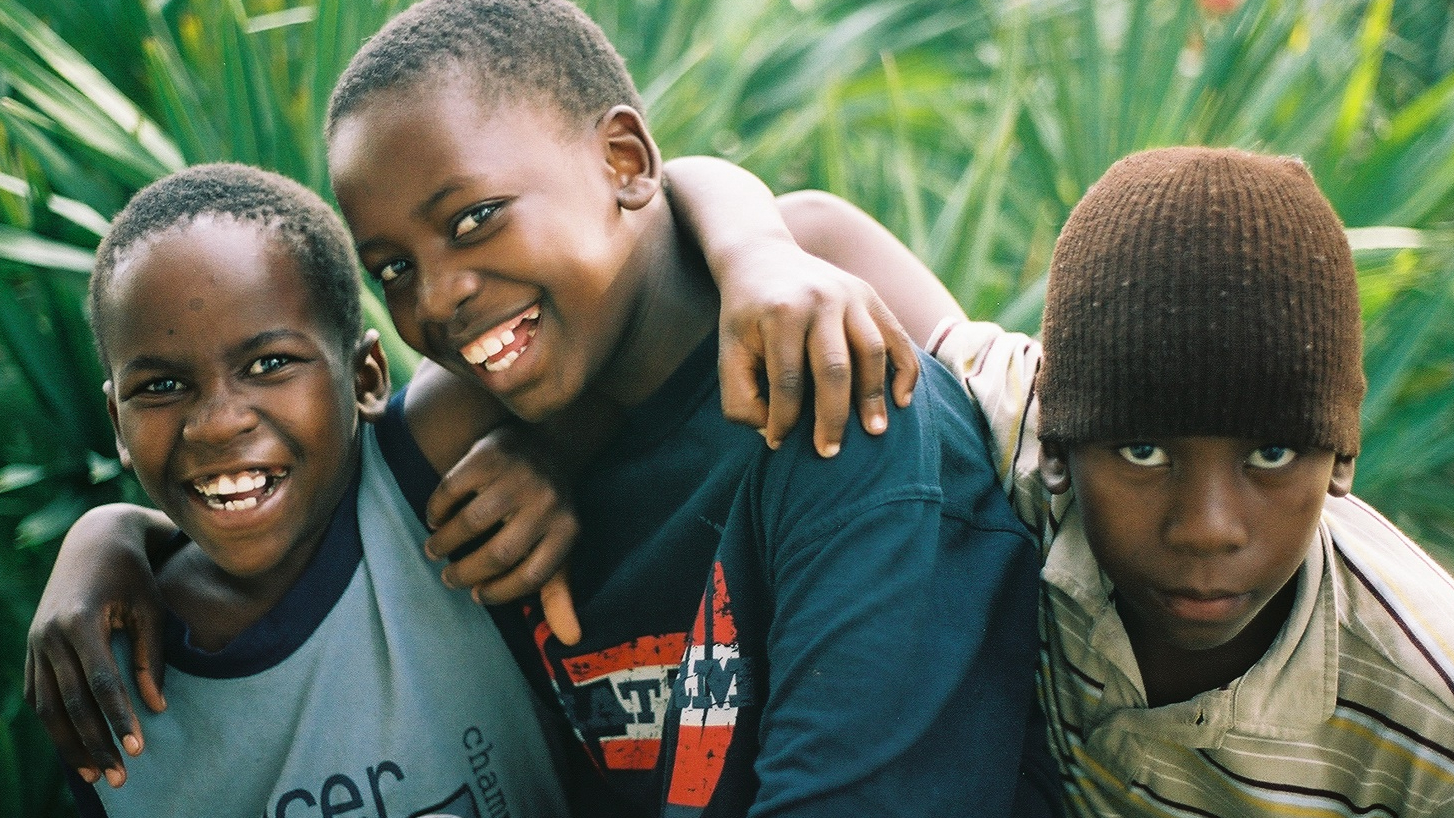
Refugiat bantu a Florida, 2007

El seu nombre no està determinat

## Història

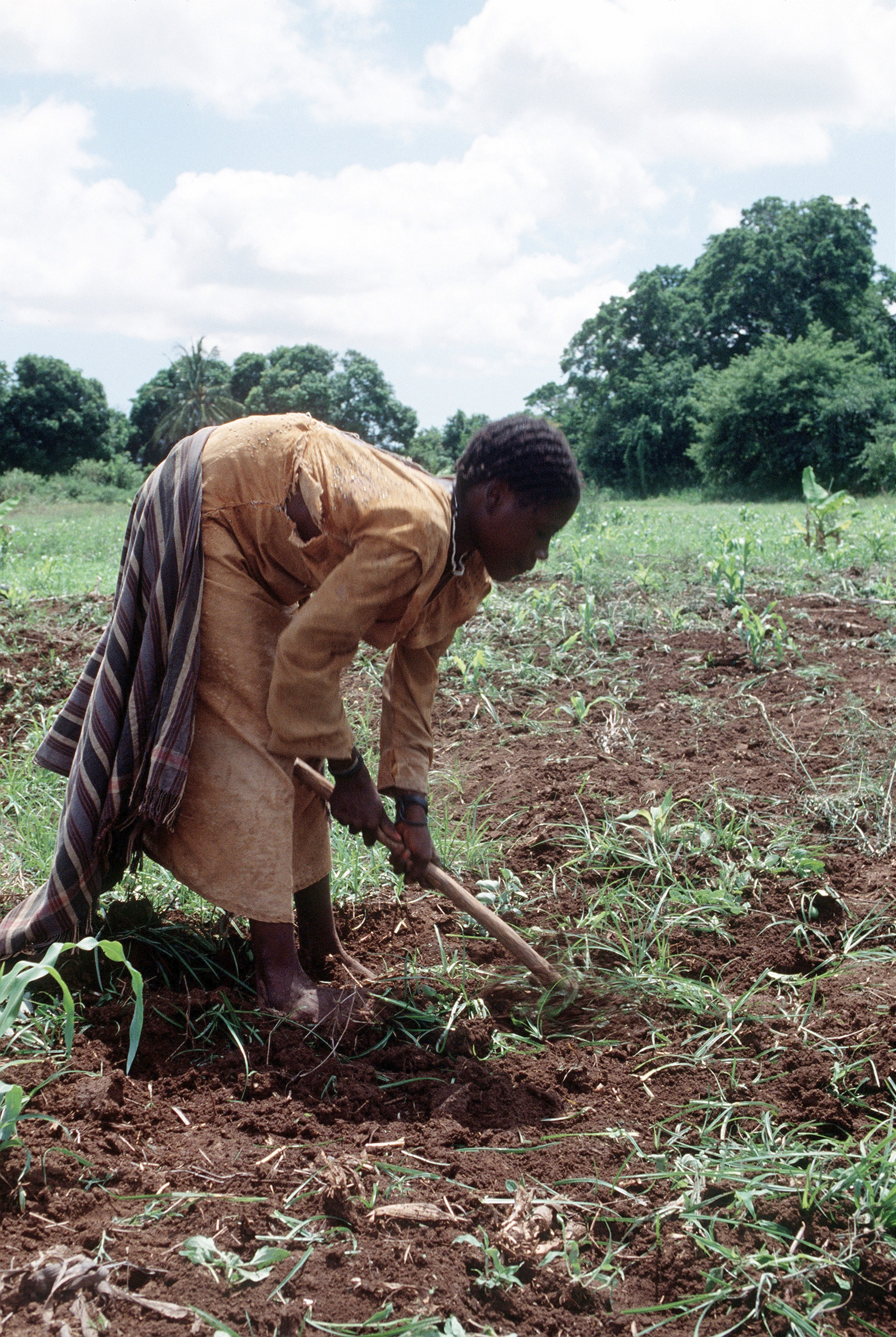
Dona bantu

La ruta de l'esclavatge a l'oceà Índic va canviar amb el temps. Al llarg dels temps els esclaus es vengueren a Egipte, Aràbia, el golf Pèrsic, Índia, les illes de l'Índic, Etiòpia i Somàlia. Els esclaus que van arribar al segle xix (i XX) eren dels pobles bantus com els majindo, makwa, manyasa, yao, zalama, i zigua que vivien a territoris de les modernes Tanzània, Moçambic i Malawi. Col·lectivament eren anomenats com Mushunguli, paraula agafada de Mzigula, paraula que pels zigua volia dir "poble" i també "treballador", "estranger" i "esclau"). Els esclaus van treballar a les granges del Shabele i del Juba en el cultiu del cotó. Vers el 1840 esclaus fugitius de la zona del Shabele es van establir a la zona del riu Juba i vers el 1900 s'estimava que hi havia uns 35000 esclaus. Tot i que a la Somàlia Italiana es va abolir l'esclavatge alguns bantus van romandre de fet esclaus fins vers el 1930. Els bantus també van treballar a les gran explotacions agrícoles italianes. Els italians els anomenaven wa goscia i els britànics wa gosha. Els britànics van crear un districte anomenat Goshalàndia (Goshaland) i proposaven una reserva nativa pels gosha
Modernament s'anomenen simplement bantus. Parlen la seva llengua ancestral bantu per exemple el zigua o una versió del dialecte somali del sud, el af maay. La majoria són musulmans però molts practiquen ritus ancestrals animistes. La majoria són pagesos sedentaris. Es distingeixen físicament dels somalis
Molts bantus van ser expulsats de les seves terres durant la guerra civil, per faccions diverses; milers van fugir cap als camps de refugiats de Kakuma i Dadaab a Kenya i bona part no pensa tornar a Somàlia. Uns dotze mil bantus s'han refugiat als Estats Units, un miler a Salt Lake City, i altres contingents a Denver (Colorado), San Antonio (Texas), Tucson (Arizona), Manchester (Nou Hampshire) i Burlington (Vermont). Els ètnics somalis en canvi estan concentrats a l'àrea de Minneapolis-Saint Paul, Columbus (Ohio), Washington, DC, Atlanta, San Diego, Boston, i Seattle i un grup a Maine.
El govern de Tanzània també els ha ofert terres al país.